# RADLOBBY Österreich
RADLOBBY Österreich ist ein Bundesverband aus österreichischen Alltags-Radverkehrsorganisationen. Er wurde am 26. Jänner 2013 gegründet, um die Interessen der Radfahrer österreichweit und international im Sinne Sanfter Mobilität gemeinsam zu vertreten.
Der Bundesverband hat folgende Vereine als Mitglieder und ist in jedem Bundesland vertreten. (Stand April 2025):
- ARGUS – Die Radlobby (Gründungsmitglied)
- ARGUS Steiermark – Die Radlobby (Gründungsmitglied) (geht personell auf die Aktiven des Landesvereins Verkehrsclub Steiermark zurück, der ab 1988 wirkte und 1998 vom VCÖ (Bund) aufgelöst wurde und vereinsrechtlich auf den 1997 angemeldeten doch vorerst nicht vollständig konstituierten Verein Grazer Radverkehrsoffensive GO!)[5]
- Radlobby Burgenland
- Radlobby Interessensgemeinschaft Fahrrad (IGF) (Gründungsmitglied)
- RADLOBBY Kärnten/Koroška (gegründet am 30. April 2013) – mit Arbeitsgruppen in Klagenfurt und Villach[6]
- RADLOBBY Niederösterreich (Gründungsmitglied)
- RADLOBBY Oberösterreich (Gründungsmitglied) (vormals EAMDC - Erster und Anziger Mutiger Drahteselclub (Anm. 1. Dialekt für: Einziger; 2. in scherzhafter Anspielung auf den Automobilclub ÖAMTC), später ifahrrad OÖ (Initiative Fahrrad OÖ; zugleich Dialekt für: ich fahre Rad))
- Radlobb Salzburg - (bis 2014 VELOclub Salzburg und Gründungsmitglied)
- Radlobby Tirol
- Radlobby Vorarlberg - (bis 2019 Untergruppe der Radlobby ARGUS Wien)[7]

RADLOBBY Österreich ist Mitglied in der European Cyclists’ Federation (ECF).